# Bolesław Nowak
Bolesław Nowak (ur. 7 października 1926 w Gnieźnie, zm. 7 października 2000 w Poznaniu) – polski aktor teatralny i filmowy.
Najbardziej znany z roli Władysława Chomińskiego w serialu Z biegiem lat, z biegiem dni... Zagrał też w serialu Stawka większa niż życie w odc. "Ściśle tajne" strażnika w zakładach Reil Werke. W latach 1966–92 wystąpił w 25 spektaklach Teatru Telewizji.

## Kariera zawodowa
Debiutował w styczniu 1946 r. w teatrze gnieźnieńskim. Potem przez dwa lata w Teatrach Ziemi Pomorskiej.
- 1951-53 Teatr im. Aleksandra Fredry w Gnieźnie
- 1954-59 Teatr Polski w Bielsku-Białej
- 1960-63 Teatr im. Wilama Horzycy w Toruniu
- 1963-74 Teatr Nowy w Łodzi
- 1975-78 Stary Teatr im. Heleny Modrzejewskiej w Krakowie
- 1978-81 Teatr Polski we Wrocławiu
- 1981-91 Stary Teatr im. Heleny Modrzejewskiej w Krakowie